# Конопляне хутро
Конопляне хутро (Hemp Fur) - текстильний матеріал рослинного походження, що імітує необроблену овчину. Натуральний матеріал з рослинних волокон, що являє собою штучне хутро на бавовняній трикотажній основі, на яку закріплюється натуральний ворс з прочесаних коротких волокон конопель та віскози. Є одночасно веганською альтернативою хутру тварин та натуральною альтернативою штучному хутру з синтетичних волокон. Використовується для виготовлення всіх виробів, які можна виготовляти з тваринного та синтетичного хутра.

## Переваги в порівнянні з натуральним тваринним та синтетичним хутром
Завдяки натуральному складу та властивостям волокон конопель конопляне хутро поєднує переваги натурального та синтетичного хутра.

### Порівняння з натуральним тваринним хутром
- Не потребує жорстокого ставлення до тварин, є етичним.
- Імітує двошарову структуру шерсті та підшерстку тварин.
- Наближається за теплоізоляційними характеристиками до овечої шерсті (теплоємність промислових конопель становить 1600 Дж/кг⋅К, овечої шерсті – 1720-1750 Дж/кг⋅К).
- Не потребує токсичних речовин для обробки.
- Не використовуються хімічні барвники.
- Не піддається впливу шкідників, наприклад, молі та пилових кліщів.
- Легше за вагою.
- Підходить веганам.
- Можна стригти.

### Порівняння з синтетичним штучним хутром
- Порожнисті волокна конопель є повітропроникненими, тому штучне конопляне хутро набагато краще утримує тепло, ніж синтетичне.
- На відміну від синтетичного хутра конопляне хутро не електризується.
- Волокна конопель міцні, тому утворюється більш довговічний матеріал, вироби з якого служитимуть набагато довше, ніж зі штучного синтетичного хутра.
- Інколи синтетичне штучне хутро, що є джерелом мікропластику, називають екохутром, підкреслюючи, що через нього не страждає природа. Але конопляне хутро має реальні екологічні переваги: для вирощування конопель практично не потрібні отрутохімікати, в результаті утворюється біорозкладний матеріал, який не забруднює довкілля.

## Виробництво
Виробляють конопляне хутро за принципом виробництва штучного хутра на трикотажній основі в легкій промисловості: формують чесальну стрічку із суміші конопляних волокон різної довжини та волокон віскози, в'яжуть грунт полотна для отримання бавовняної трикотажної основи, ув'язують в нього пучки волокон чесальної стрічки, здійснюють фіксацію пучка волокон чесальної стрічки в петлях грунту за допомогою крохмального клею, проводять  фіксацію лінійних розмірів полотна та за необхідністю проводять заключне оздоблення хутра шляхом його стрижки.

## Використання
Патентом на конопляне хутро володіє Оксана Петрівна Дево, компанія якої виготовляє цей матеріал під гаслом "Ми не вбиваємо, ми вирощуємо!" та вироби з нього: теплий одяг, текстиль для спальні, предмети інтер'єру тощо.

## Визнання
Конопляне хутро та вироби з нього досягли визнання та перемог у численних українських та міжнародних конкурсах.

### Міжнародні виставки інноваційних матеріалів
1. За результатами міжнародної виставки у Роттердамі та Утрехті Material District 2020 українську розробку (конопляне хутро) було занесено до всесвітньої бібліотеки інноваційних матеріалів Material ConneXion.
2. Dutch Design Week Eindhoven - вироби з конопляного хутра були представлені в 2019 та в 2022 р. і привернули увагу міжнародної преси[5].
3. В 2020 р. розробка конопляного хутра потрапила до переліку фіналістів національного відбору на Міжнародний конкурс з пошуку інноваційних рішень за логікою біомімікрії від ПРООН[6]

### Визнання та підтримка від міжнародних та українських організацій з захисту прав тварин
1. Найвідоміша в світі організація захисту прав тварин PETA визнала конопляне хутро від DevoHome веганським і відмітила внесок української компанії у світовий рух по відмові використання тваринного хутра у Фешн-індустрії.
2. DevoHome — одна з перших українських компаній, яка підписала міжнародний договір з Fur Free Retailer, світовою організацією, яка регламентує використання шкіри та звірячого хутра у Фешн-індустрії.
3. Кампанія HutroOff від ГО "Єдина планета" визнала конопляне хутро геніальним сучасним матеріалом, що не портебує жорстокого поводження з тваринами. Павло Вишебаба - голова Кампанія ХутроOFF - виступив у одязі від DevoHome на показі Сталих брендів Українського Тижня Моди в лютому 2020 р.
4. UAnimals разом з Ukrainian Fashion Week в прямому ефірі "Сніданку з 1+1" вручили винахідниці конопляного хутра Оксані Дево премію Best Fashion Awards в номінації Cruelty Free за екосвідомість та ненасилля в січні 2021 р[7].

### Участь в модних показах
- Milan Fashion Week 2020, White Milano.
- Paris Fashion Week 2020, Sustainability stand.
- Ukrainian Fashion Week 2020.

### Нагороди
- 2018 - Всеукраїнський конкурс кращих бізнес-рішень "Стало".
- ELLE Decoration International Design Awards 2019, Ukraine.
- Green Product Award 2023, Берлін[8].

Учасники українського музичного етногурту «ДахаБраха» вирішили відмовитися від тваринного хутра, з якого виготовляли для них характерні головні убори, і також замовили головні убори з конопляного хутра як доповнення.